# 銀河間星

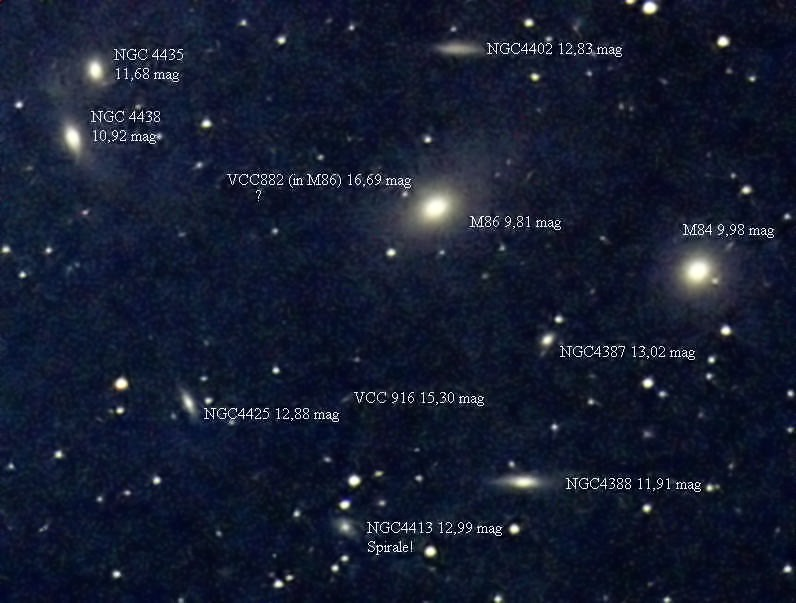
銀河間星は、おとめ座銀河団で最初に発見された。

銀河間星（ぎんがかんせい、英語: Intergalactic star）またはローグ星（英語: Rogue star）は、銀河内にはない恒星である。これらの恒星については、1990年代末に学界で大きな論争があり、現在では、一般に銀河同士の衝突の結果であると考えられている。

## 発見
恒星は銀河の中だけに存在するという常識は、1997年に銀河間星の発見によって打ち破られた。最初に発見されたのは、おとめ座銀河団の中にあるもので、現在では1兆個以上が存在すると推測されている。

## 形成

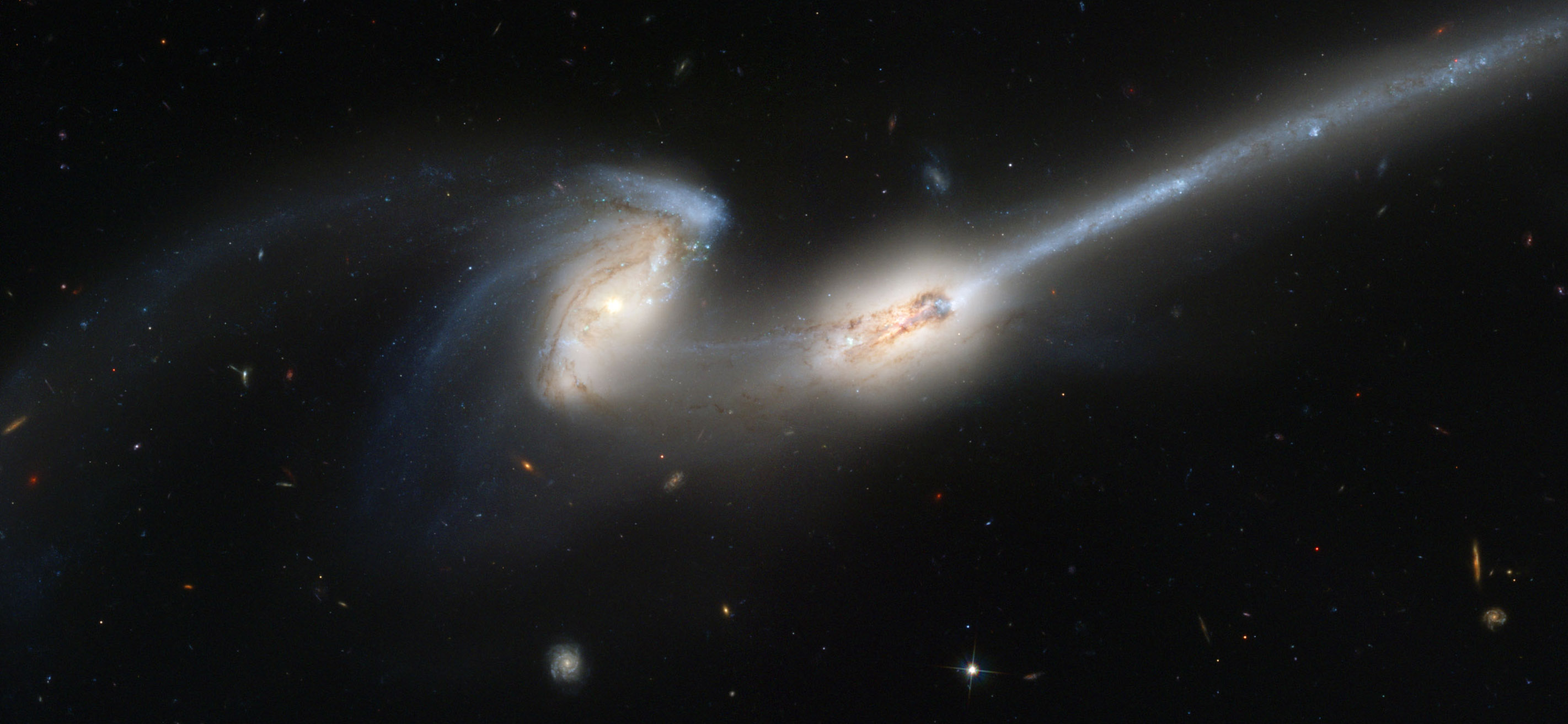
銀河同士の衝突が銀河間星を生み出していると考えられている。

銀河間星の形成過程は現在でも分かっていないが、最も広く信じられている仮説では、2つかそれ以上の銀河の衝突が恒星を銀河間空間に放り出すというものである。

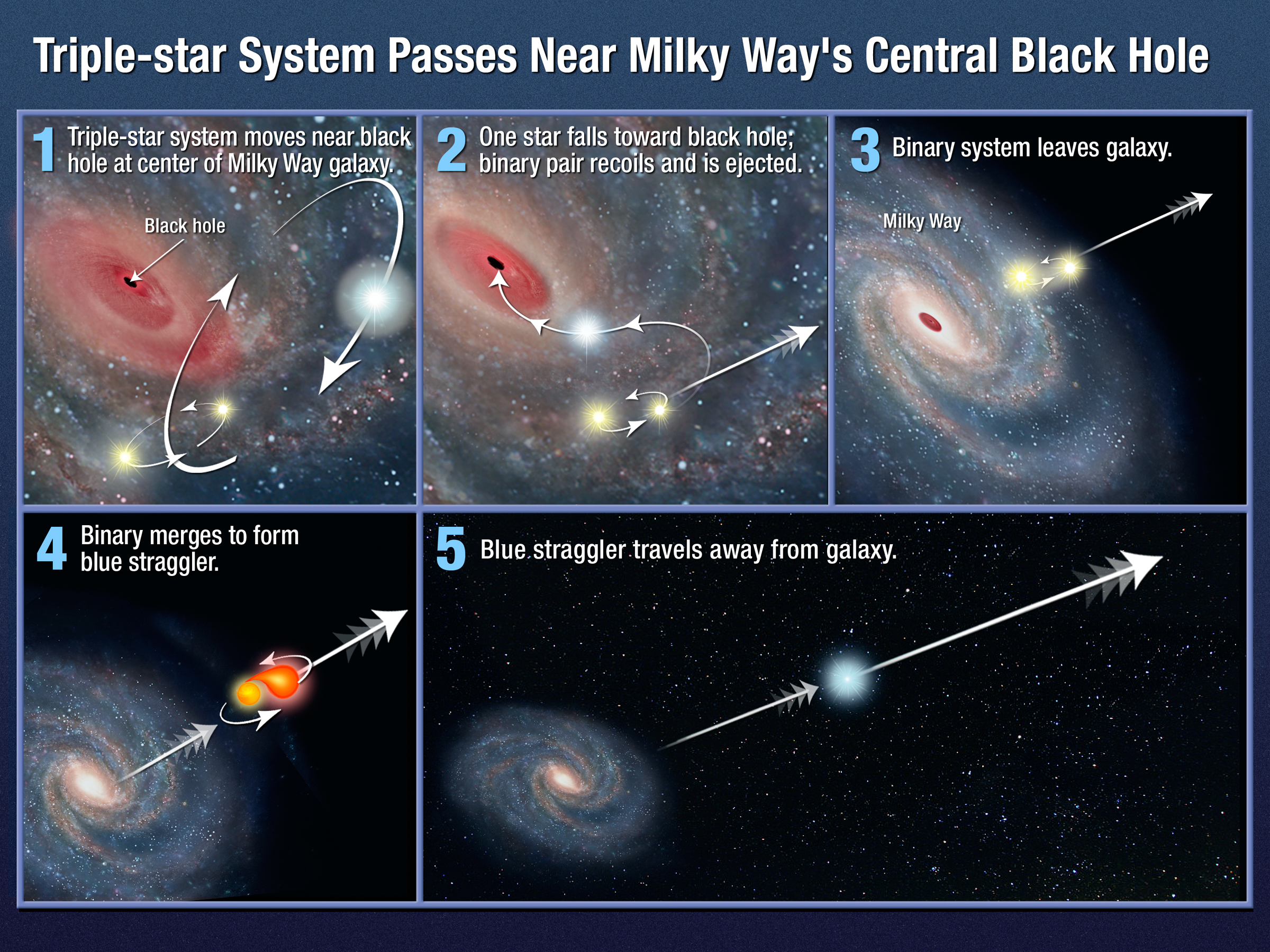
銀河間星が超大質量ブラックホールによって弾き出されるメカニズム

別の仮説では、これらの恒星は、超大質量ブラックホールによって銀河から弾き出されたものだと予測している。

## 観測の歴史
1997年、ハッブル宇宙望遠鏡は、おとめ座銀河団に多数の銀河間星を発見した。1990年代末には、ろ座銀河団にもいくつかの銀河間星が発見された。

## 質量
これらの恒星の正確な質量は分かっていないが、おとめ座銀河団全体の質量の10%程度を占めていると推測されている。この予測は、これらの恒星の質量の合計は、おとめ座銀河団を構成する2500のどの銀河よりも大きいことを意味する。